# Henrik Pušnik
Henrik Pušnik, slovenski farmacevt in politik, 7. april 1938, Trbovlje.
Med letoma 1980 in 1984 je bil predsednik skupščine občine Trbovlje.

## Življenje
Rodil se je v Trbovljah, kjer je obiskoval osnovno šolo in gimnazijo. Leta 1957 se je vpisal na ljubljansko univerzo na študij farmacije. Ker je bil takratni študij farmacije v Ljubljani dvoleten, ga je leta 1959 nadaljeval v Zagrebu in marca 1964 diplomiral. Leta 1965 je dobil službo na zavodu za kontrolo zdravil, kjer je bil do februarja 1966, zatem pa do leta 1971 v Krki. Od leta 1971 do 1978 je bil vodja trboveljske lekarne, nato do leta 1980 Zasavskega zdravstvenega centra.
Med leti 1980 in 1984 je bil predsednik skupščine občine Trbovlje. Do konca leta 1986 je vodil medobčinsko SZDL. Po letu 1986 je bil do ukinitve leta 1991 predsednik skupščine Zdravstvene skupnosti Slovenije in do leta 1993, ko je odprl lastno lekarno, na Zavodu za zdravstveno zavarovanje v Ljubljani.